# Albo d'oro del campionato francese di calcio
Di seguito viene riportato l'albo d'oro del campionato francese di calcio di prima divisione (denominata Division 1 fino al 2002, in seguito Ligue 1) dal 1898 ad oggi.
Dal 1898 al 1932 si disputò più o meno regolarmente il campionato amatoriale.
L'Olympique Lillois vinse la prima edizione del campionato professionistico nel 1932, battendo in finale il Cannes. Il Paris Saint-Germain vanta il maggior numero di titoli, dodici, arrivati principalmente dopo il 2010.
Seguono il Saint-Étienne con dieci titoli vinti e l'Olympique Marsiglia con nove. Il Nantes è quarto con otto trionfi insieme al Monaco, seguiti con sette trionfi dall'Olympique Lione. Come il Saint-Étienne, anche l'Olympique Marsiglia e il Paris Saint-Germain possono fregiarsi di una striscia di quattro affermazioni consecutive, ma il record spetta all'Olympique Lione con sette.
Il torneo fu sospeso dal 1939 al 1945 a causa della seconda guerra mondiale.

## Albo d'oro

### Era amatoriale (1893–1929)

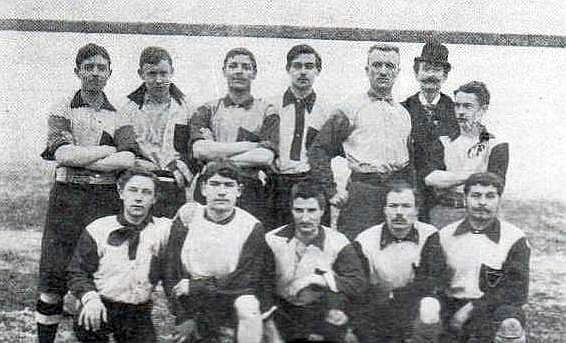
Club Français, campione nel 1896, fotografato nel 1898

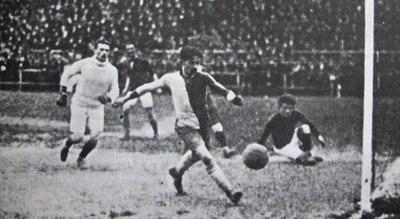
Le Havre, campioni nel 1919, durante una partita contro il CA Paris del 1920

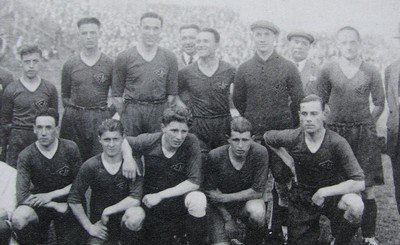
CA Paris, campioni nel 1927, fotografati alla fine della stagione successiva

| Stagione | Vincitore                         | Secondo posto                 |
| -------- | --------------------------------- | ----------------------------- |
| 1893–94  | Standard Athletic Club            | The White Rovers              |
| 1894–95  | Standard Athletic Club (2)        | The White Rovers              |
| 1895–96  | Club Français                     | The White Rovers              |
| 1896–97  | Standard Athletic Club (3)        | The White Rovers              |
| 1897–98  | Standard Athletic Club (4)        | Club Français                 |
| 1898–99  | Le Havre                          | Club Français                 |
| 1899–00  | Le Havre (2)                      | Club Français                 |
| 1900–01  | Standard Athletic Club (5)        | Le Havre                      |
| 1901–02  | Roubaix                           | RC France                     |
| 1902–03  | Roubaix (2)                       | RC France                     |
| 1903–04  | Roubaix (3)                       | Suisse Paris                  |
| 1904–05  | Gallia Club                       | Roubaix                       |
| 1905–06  | Roubaix (4)                       | CA Paris                      |
| 1906–07  | RC France                         | Roubaix                       |
| 1907–08  | Roubaix (5)                       | RC France                     |
| 1908–09  | Stade Helvétique de Marseille     | CA Paris                      |
| 1909–10  | Tourcoing                         | Stade Helvétique de Marseille |
| 1910–11  | Stade Helvétique de Marseille (2) | RC France                     |
| 1911–12  | Saint-Raphaël                     | AS Française                  |
| 1912–13  | Stade Helvétique de Marseille (3) | Rouen                         |
| 1913–14  | Olympique Lillois                 | Sète                          |
| 1914–18  | Sospeso per cause belliche        | Sospeso per cause belliche    |
| 1918–19  | Le Havre (3)                      | Olympique Marsiglia           |
| 1919–26  | Non disputato                     | Non disputato                 |
| 1926–27  | CA Paris                          | Amiens                        |
| 1927–28  | Stade Français                    | Tourcoing                     |
| 1928–29  | Olympique Marsiglia               | Club Français                 |
| 1929–32  | Non disputato                     | Non disputato                 |

### Era professionistica

#### Division 1

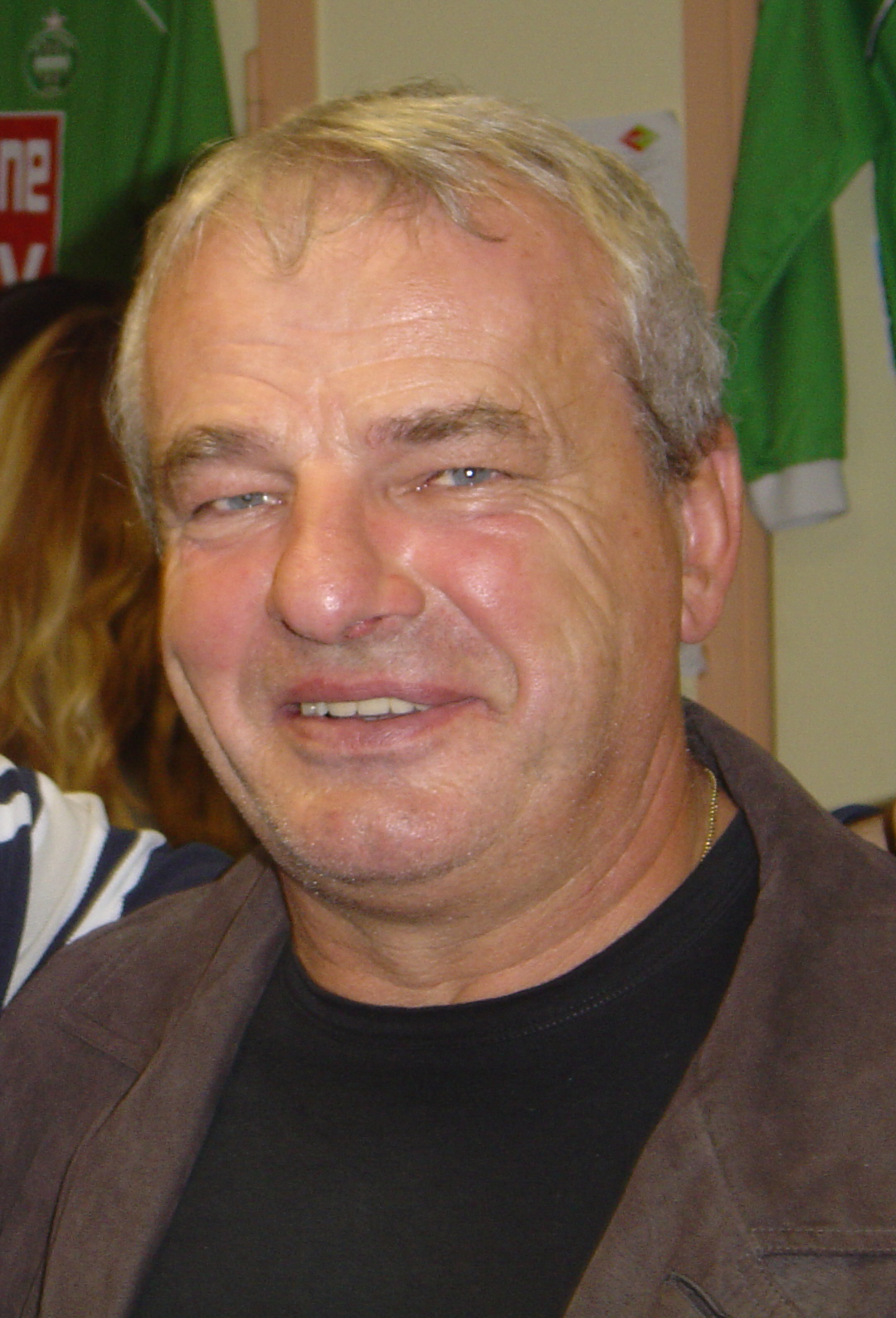
Georges Bereta vinse sei campionati con il Saint-Étienne.

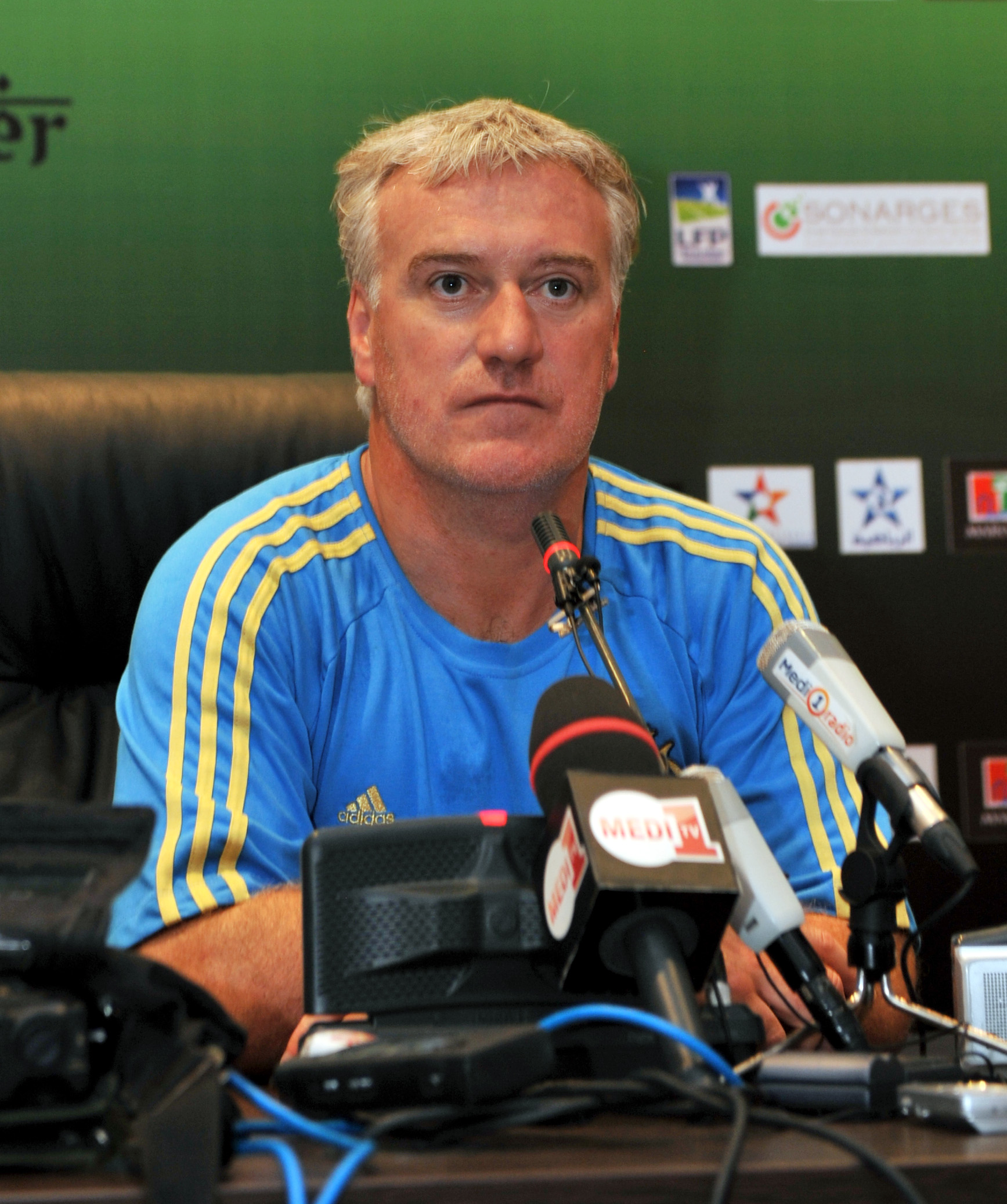
Didier Deschamps si è aggiudicato con l'Olympique Marsiglia tre titoli da giocatore e uno da allenatore.

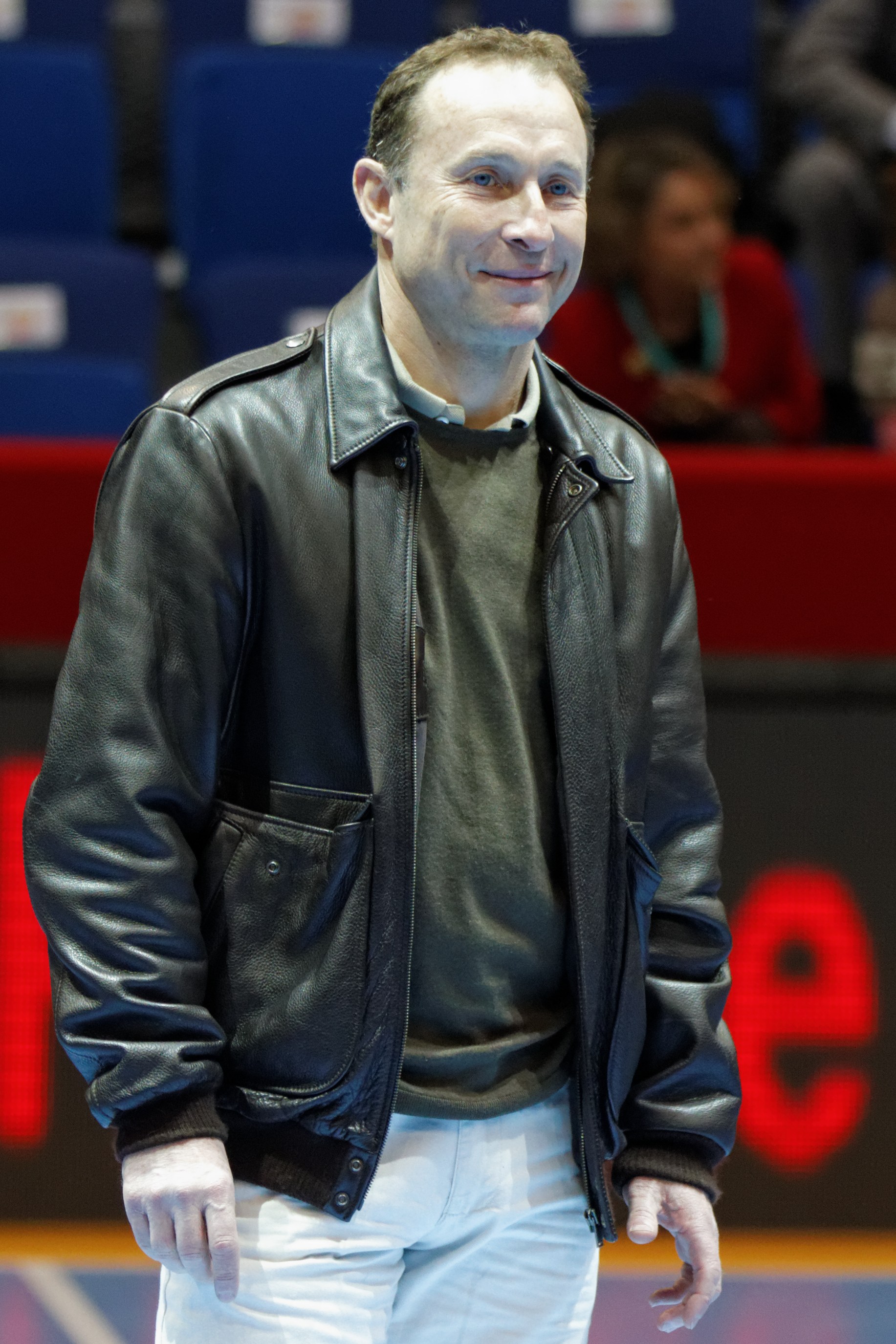
L'attaccante francese Jean-Pierre Papin, pallone d'oro nel 1991, vinse quattro titoli consecutivi con l'Olympique Marsiglia.

| Stagione | Vincitore                             | Secondo posto       | Terzo posto         |
| -------- | ------------------------------------- | ------------------- | ------------------- |
| 1932-33  | Olympique Lillois (1)                 | Cannes              | —                   |
| 1933-34  | Sète (1)                              | Fives               | Olympique Marsiglia |
| 1934-35  | Sochaux (1)                           | Strasburgo          | RC France           |
| 1935-36  | RC France (1)                         | Olympique Lillois   | Strasburgo          |
| 1936-37  | Olympique Marsiglia (1)               | Sochaux             | RC France           |
| 1937-38  | Sochaux (2)                           | Olympique Marsiglia | Sète                |
| 1938-39  | Sète (2)                              | Olympique Marsiglia | RC France           |
| 1945-46  | Lilla (1)                             | Saint-Étienne       | Roubaix-Tourcoing   |
| 1946-47  | Roubaix-Tourcoing (1)                 | Stade Reims         | Strasburgo          |
| 1947-48  | Olympique Marsiglia (2)               | Lilla               | Stade Reims         |
| 1948-49  | Stade Reims (1)                       | Lilla               | Olympique Marsiglia |
| 1949-50  | Bordeaux (1)                          | Lilla               | Stade Reims         |
| 1950-51  | Nizza (1)                             | Lilla               | Le Havre            |
| 1951-52  | Nizza (2)                             | Bordeaux            | Lilla               |
| 1952-53  | Stade Reims (2)                       | Sochaux             | Bordeaux            |
| 1953-54  | Lilla (2)                             | Stade Reims         | Bordeaux            |
| 1954-55  | Stade Reims (3)                       | Tolosa              | Lens                |
| 1955-56  | Nizza (3)                             | Lens                | Monaco              |
| 1956-57  | Saint-Étienne (1)                     | Lens                | Stade Reims         |
| 1957-58  | Stade Reims (4)                       | Nîmes               | Monaco              |
| 1958-59  | Nizza (4)                             | Nîmes               | RC France           |
| 1959-60  | Stade Reims (5)                       | Nîmes               | RC France           |
| 1960-61  | Monaco (1)                            | RC France           | Stade Reims         |
| 1961-62  | Stade Reims (6)                       | RC France           | Nîmes               |
| 1962-63  | Monaco (2)                            | Stade Reims         | Sedan               |
| 1963-64  | Saint-Étienne (2)                     | Monaco              | Lens                |
| 1964-65  | Nantes (1)                            | Bordeaux            | Valenciennes        |
| 1965-66  | Nantes (2)                            | Bordeaux            | Valenciennes        |
| 1966-67  | Saint-Étienne (3)                     | Nantes              | Angers              |
| 1967-68  | Saint-Étienne (4)                     | Nizza               | Sochaux             |
| 1968-69  | Saint-Étienne (5)                     | Bordeaux            | Metz                |
| 1969-70  | Saint-Étienne (6)                     | Olympique Marsiglia | Sedan               |
| 1970-71  | Olympique Marsiglia (3)               | Saint-Étienne       | Nantes              |
| 1971-72  | Olympique Marsiglia (4)               | Nîmes               | Sochaux             |
| 1972-73  | Nantes (3)                            | Nizza               | Olympique Marsiglia |
| 1973-74  | Saint-Étienne (7)                     | Nantes              | Olympique Lione     |
| 1974-75  | Saint-Étienne (8)                     | Olympique Marsiglia | Olympique Lione     |
| 1975-76  | Saint-Étienne (9)                     | Nizza               | Sochaux             |
| 1976-77  | Nantes (4)                            | Lens                | Bastia              |
| 1977-78  | Monaco (3)                            | Nantes              | Strasburgo          |
| 1978-79  | Strasburgo (1)                        | Nantes              | Saint-Étienne       |
| 1979-80  | Nantes (5)                            | Sochaux             | Saint-Étienne       |
| 1980-81  | Saint-Étienne (10)                    | Nantes              | Bordeaux            |
| 1981-82  | Monaco (4)                            | Saint-Étienne       | Sochaux             |
| 1982-83  | Nantes (6)                            | Bordeaux            | Paris Saint-Germain |
| 1983-84  | Bordeaux (2)                          | Monaco              | Auxerre             |
| 1984-85  | Bordeaux (3)                          | Nantes              | Monaco              |
| 1985-86  | Paris Saint-Germain (1)               | Nantes              | Bordeaux            |
| 1986-87  | Bordeaux (4)                          | Olympique Marsiglia | Tolosa              |
| 1987-88  | Monaco (5)                            | Bordeaux            | Montpellier         |
| 1988-89  | Olympique Marsiglia (5)               | Paris Saint-Germain | Monaco              |
| 1989-90  | Olympique Marsiglia (6)               | Bordeaux            | Monaco              |
| 1990-91  | Olympique Marsiglia (7)               | Monaco              | Auxerre             |
| 1991-92  | Olympique Marsiglia (8)               | Monaco              | Paris Saint-Germain |
| 1992-93  | Olympique Marsiglia (titolo revocato) | Paris Saint-Germain | Monaco              |
| 1993-94  | Paris Saint-Germain (2)               | Olympique Marsiglia | Auxerre             |
| 1994-95  | Nantes (7)                            | Olympique Lione     | Paris Saint-Germain |
| 1995-96  | Auxerre (1)                           | Paris Saint-Germain | Monaco              |
| 1996-97  | Monaco (6)                            | Paris Saint-Germain | Nantes              |
| 1997-98  | Lens (1)                              | Metz                | Monaco              |
| 1998-99  | Bordeaux (5)                          | Olympique Marsiglia | Olympique Lione     |
| 1999-00  | Monaco (7)                            | Paris Saint-Germain | Olympique Lione     |
| 2000-01  | Nantes (8)                            | Olympique Lione     | Lilla               |
| 2001-02  | Olympique Lione (1)                   | Lens                | Auxerre             |

#### Ligue 1

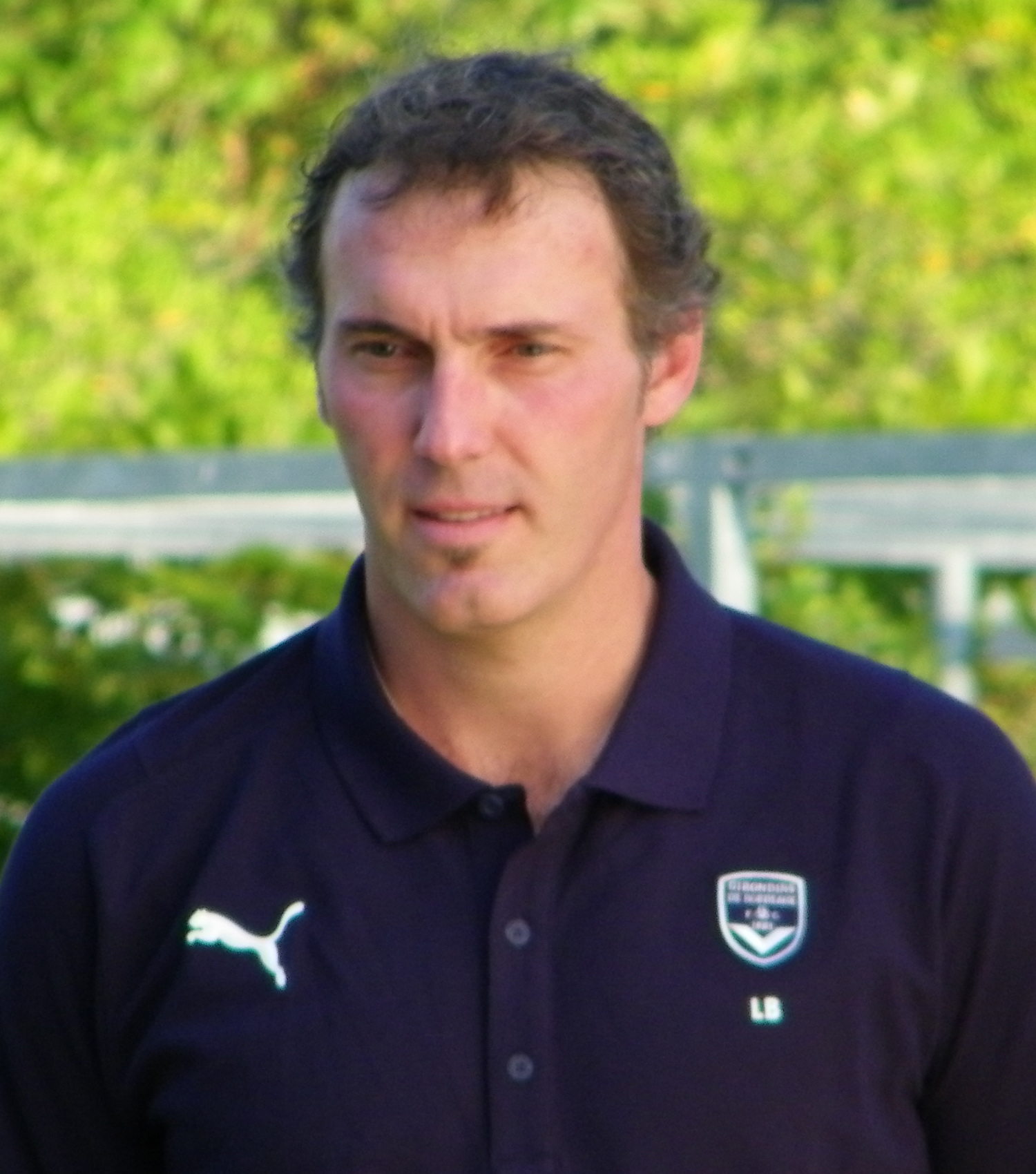
Laurent Blanc ha condotto alla vittoria del titolo il Bordeaux nel 2009 ed il Paris Saint-Germain nel 2014, 2015 e nel 2016

| Stagione | Vincitore                | Secondo posto       | Terzo posto         |
| -------- | ------------------------ | ------------------- | ------------------- |
| 2002-03  | Olympique Lione (2)      | Monaco              | Olympique Marsiglia |
| 2003-04  | Olympique Lione (3)      | Paris Saint-Germain | Monaco              |
| 2004-05  | Olympique Lione (4)      | Lilla               | Monaco              |
| 2005-06  | Olympique Lione (5)      | Bordeaux            | Lilla               |
| 2006-07  | Olympique Lione (6)      | Olympique Marsiglia | Tolosa              |
| 2007-08  | Olympique Lione (7)      | Bordeaux            | Olympique Marsiglia |
| 2008-09  | Bordeaux (6)             | Olympique Marsiglia | Olympique Lione     |
| 2009-10  | Olympique Marsiglia (9)  | Olympique Lione     | Auxerre             |
| 2010-11  | Lilla (3)                | Olympique Marsiglia | Olympique Lione     |
| 2011-12  | Montpellier (1)          | Paris Saint-Germain | Lilla               |
| 2012-13  | Paris Saint-Germain (3)  | Olympique Marsiglia | Olympique Lione     |
| 2013-14  | Paris Saint-Germain (4)  | Monaco              | Lilla               |
| 2014-15  | Paris Saint-Germain (5)  | Olympique Lione     | Monaco              |
| 2015-16  | Paris Saint-Germain (6)  | Olympique Lione     | Monaco              |
| 2016-17  | Monaco (8)               | Paris Saint-Germain | Nizza               |
| 2017-18  | Paris Saint-Germain (7)  | Monaco              | Olympique Lione     |
| 2018-19  | Paris Saint-Germain (8)  | Lilla               | Olympique Lione     |
| 2019-20  | Paris Saint-Germain (9)  | Olympique Marsiglia | Rennes              |
| 2020-21  | Lilla (4)                | Paris Saint-Germain | Monaco              |
| 2021-22  | Paris Saint-Germain (10) | Olympique Marsiglia | Monaco              |
| 2022-23  | Paris Saint-Germain (11) | Lens                | Olympique Marsiglia |
| 2023-24  | Paris Saint-Germain (12) | Monaco              | Brest               |
| 2024-25  | Paris Saint-Germain (13) | Olympique Marsiglia | Monaco              |

## Statistiche

### Titoli per squadra
| Squadra             | Titoli | Stagioni |
| ------------------- | ------ | --- |
| Paris Saint-Germain | 13     | 1985-86, 1993-94, 2012-13, 2013-14, 2014-15, 2015-16, 2017-18, 2018-19, 2019-20, 2021-22, 2022-23, 2023-24, 2024-25 |
| Saint-Étienne       | 10     | 1956-57, 1963-64, 1966-67, 1967-68, 1968-69, 1969-70, 1973-74, 1974-75, 1975-76, 1980-81                            |
| Olympique Marsiglia | 9      | 1936-37, 1947-48, 1970-71, 1971-72, 1988-89, 1989-90, 1990-91, 1991-92, 2009-10                                     |
| Monaco              | 8      | 1960-61, 1962-63, 1977-78, 1981-82, 1987-88, 1996-97, 1999-00, 2016-17                                              |
| Nantes              | 8      | 1964-65, 1965-66, 1972-73, 1976-77, 1979-80, 1982-83, 1994-95, 2000-01                                              |
| Olympique Lione     | 7      | 2001-02, 2002-03, 2003-04, 2004-05, 2005-06, 2006-07, 2007-08                                                       |
| Bordeaux            | 6      | 1949-50, 1983-84, 1984-85, 1986-87, 1998-99, 2008-09                                                                |
| Stade Reims         | 6      | 1948-49, 1952-53, 1954-55, 1957-58, 1959-60, 1961-62                                                                |
| Lilla               | 4      | 1945-46, 1953-54, 2010-11, 2020-21                                                                                  |
| Nizza               | 4      | 1950-51, 1951-52, 1955-56, 1958-59                                                                                  |
| Sète                | 2      | 1933-34, 1938-39 |
| Sochaux             | 2      | 1934-35, 1937-38 |
| Montpellier         | 1      | 2011-12 |
| Lens                | 1      | 1997-98 |
| Auxerre             | 1      | 1995-96 |
| Strasburgo          | 1      | 1978-79 |
| Roubaix-Tourcoing   | 1      | 1946-47 |
| RC France           | 1      | 1935-36 |
| Olympique Lillois   | 1      | 1932-33 |

### Titoli per città
Vengono conteggiati in questa lista i soli titoli vinti nell'era professionistica.
| Città               | Titoli | Squadre                                 |
| ------------------- | ------ | --------------------------------------- |
| Parigi              | 14     | Paris Saint-Germain (13), RC France (1) |
| Saint-Étienne       | 10     | Saint-Étienne (10)                      |
| Marsiglia           | 9      | Olympique Marsiglia (9)                 |
| Nantes              | 8      | Nantes (8)                              |
| Monaco              | 8      | Monaco (8)                              |
| Lione               | 7      | Olympique Lione (7)                     |
| Bordeaux            | 6      | Bordeaux (6)                            |
| Reims               | 6      | Stade Reims (6)                         |
| Lilla               | 5      | Olympique Lillois (1), Lilla (4)        |
| Nizza               | 4      | Nizza (4)                               |
| Sète                | 2      | Sète (2)                                |
| Sochaux/Montbéliard | 2      | Sochaux (2)                             |
| Roubaix             | 1      | Roubaix-Tourcoing (1)                   |
| Strasburgo          | 1      | Strasburgo (1)                          |
| Auxerre             | 1      | Auxerre (1)                             |
| Lens                | 1      | Lens (1)                                |
| Montpellier         | 1      | Montpellier (1)                         |